# Dèborah Font i Jiménez
Dèborah Font i Jiménez (El Vendrell, 6 de setembre de 1985) és una esportista catalana que va competir en natació adaptada per una discapacitat visual. Guanyà set medalles en els Jocs Paralímpics d'estiu entre els anys 2000 i 2012.

## Trajectòria
L'any 2000, a la ciutat australiana de Sydney, va disputar els seus primers Jocs Paralímpics d'estiu, en els quals va guanyar la seva primera medalla d'or en la prova de 100 metres braça. Quatre anys més tard, als Jocs Paralímpics d'estiu de 2004, disputats a la ciutat grega d'Atenes, va obtenir tres medalles en tres disciplines i tres distàncies diferents: una plata als 100 metres braça, una altra plata als 400 metres lliure i un bronze als 200 metres estils. Als Jocs Paralímpics d'estiu de 2008, disputats a la capital xinesa de Pequín, hi va participar de nou, va assolir la medalla de bronze als 50 metres lliure i es va retirar del món de la competició poc després. No obstant, va decidir tornar a la competició olímpica, es va classificar pels Jocs Paralímpics d'estiu de 2012, disputats a Londres, i va obtenir la medalla de bronze als 400 metres lliure.
A més a més, va guanyar sis medalles d'or al Campionat d'Europa de 2001 i al Campionat del Món de 2003, en proves individuals i de relleus d'estil lliure i braça. Al llarg de la seva trajectòria esportiva va establir cinc nous rècords del món, el darrer dels quals va ser gràcies a la medalla d'or aconseguida a la prova de 400 metres lliure del Campionat del Món de 2006. També va obtenir diverses medalles de plata i de bronze en esdeveniments esportius d'àmbit continental i mundial.

## Palmarès
| Representant Espanya     | Representant Espanya     | Representant Espanya     | Representant Espanya     |
| Jocs Paralímpics d'estiu | Jocs Paralímpics d'estiu | Jocs Paralímpics d'estiu | Jocs Paralímpics d'estiu |
| Any                      | Lloc                     | Medalla                  | Prova                    |
| ------------------------ | ------------------------ | ------------------------ | ------------------------ |
| 2000                     | Sydney, Austràlia        | 1                        | 100 m. braça SB12        |
| 2000                     | Sydney, Austràlia        | 3                        | 400 m. lliure S12        |
| 2004                     | Atenes, Grècia           | 2                        | 100 m. braça SB12        |
| 2004                     | Atenes, Grècia           | 2                        | 400 m. lliure S12        |
| 2004                     | Atenes, Grècia           | 3                        | 200 m. estils SM12       |
| 2008                     | Pequín, RP de la Xina    | 3                        | 50 m. lliure S12         |
| 2012                     | Londres, Anglaterra      | 3                        | 400 m. lliure S12        |